# Bergrennen Freiburg-Schauinsland 1965

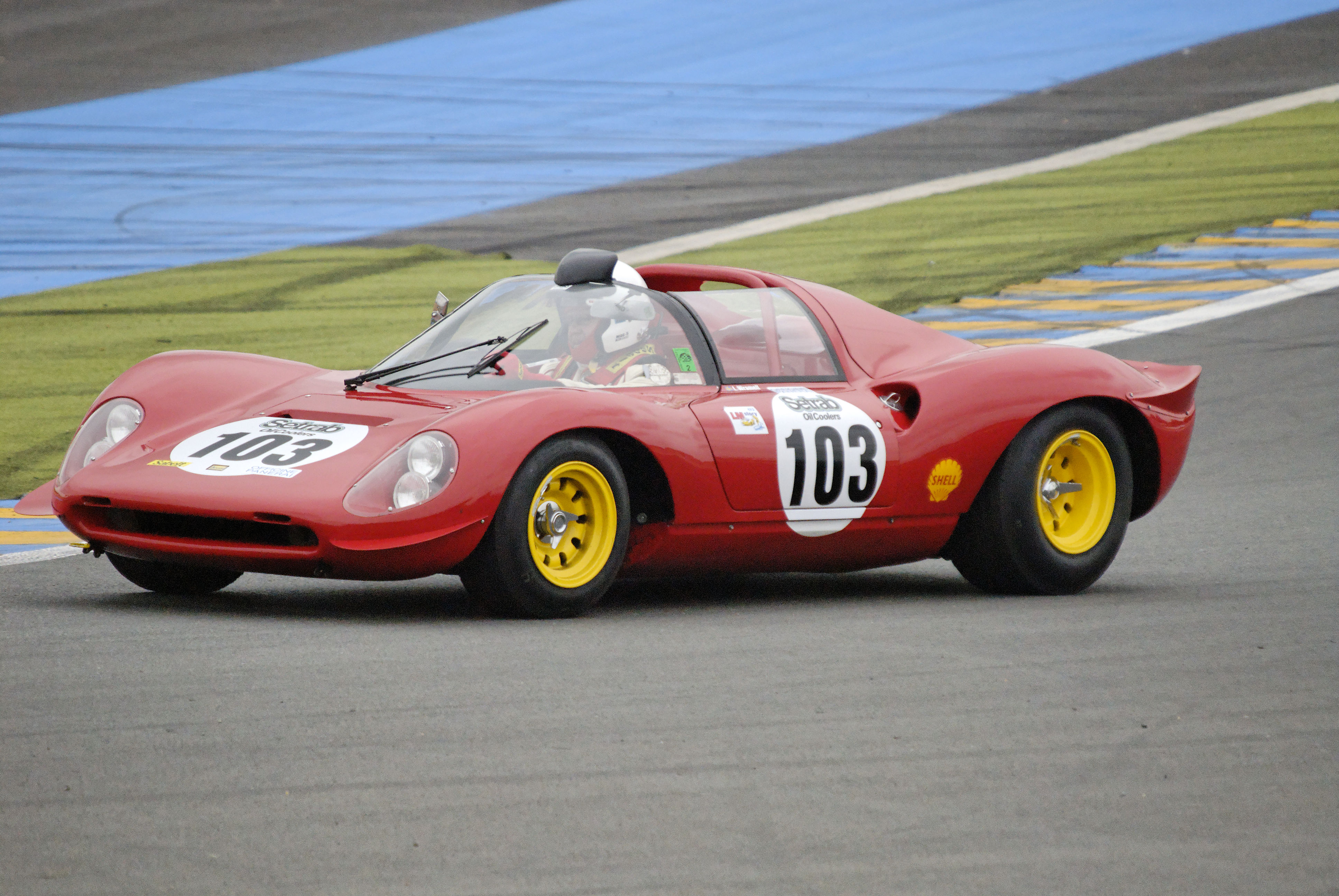
Ferrari Dino 206P, Siegerwagenmodell von Ludovico Scarfiotti

Das Bergrennen Freiburg-Schauinsland, auch Bergpreis Freiburg-Schauinsland, war ein Bergrennen, das am 8. August 1965 ausgefahren wurde. Gleichzeitig war das Rennen der 15. Wertungslauf zur Sportwagen-Weltmeisterschaft dieses Jahres.

## Das Rennen
Das Bergrennen im Landkreis Breisgau-Hochschwarzwald wurde auf einem ehemaligen Holzabfuhrweg durchgeführt, der heutigen L124 von Horben zur Schauinsland-Passhöhe, wobei 780 Höhenmeter auf zwölf Kilometer Streckenlänge überwunden werden mussten. 1965 zählte das Rennen zur GT-Wertung der Sportwagen-Weltmeisterschaft. Die GT-Fahrzeuge, aufgeteilt in mehrere Rennklassen, mussten die Strecke zweimal durchfahren. Tourenwagen hatten den Berg nur einmal zu bezwingen und kamen daher nicht in die Wertung der Sportwagen-Weltmeisterschaft. Im Rennen selbst wurden die Wagen aber klassiert.
Die Gesamtwertung gewann Ludovico Scarfiotti im Werks-Ferrari Dino 206P, vor Gerhard Mitter im Porsche 904/8 Bergspyder und dem Südtiroler Herbert Demetz, der einen Abarth 2000OT fuhr.

## Ergebnisse

### Schlussklassement
| 1               | SR/P 2.0 | 64  | Ferrari                  | Ludovico Scarfiotti      | Ferrari Dino 206P          | 0:12:33,910 |
| 2               | SR/P 2.0 | 60  | Porsche System           | Gerhard Mitter           | Porsche 904/8 Bergspyder   | 0:12:35,810 |
| 3               | SR/P 2.0 | 59  | Abarth                   | Herbert Demetz           | Abarth 2000 OT             | 0:13:20,900 |
| 4               | GT 2.0   | 36  | Michel Weber             | Michel Weber             | Porsche 904 GTS            | 0:13:23,660 |
| 5               | GT 2.0   | 30  | Joseph Greger            | Joseph Greger            | Porsche 904 GTS            | 0:13:25,880 |
| 6               | GT 2.0   | 35  | Scuderia Filipinetti     | Günter Klass             | Porsche 904 GTS            | 0:13:27,750 |
| 7               | GT 2.0   | 39  | Rolf Stommelen           | Rolf Stommelen           | Porsche 904 GTS            | 0:13:34,620 |
| 8               | GT 2.0   | 34  | Werner Brockhaus         | Werner Brockhaus         | Porsche 904 GTS            | 0:13:42,980 |
| 9               | GT 1.6   | 21  | Karl Foitek              | Karl Foitek              | Lotus Elan                 | 0:14:08,420 |
| 10              | GT 1.6   | 19  | Scuderia Filipinetti     | Charles Ramu-Caccia      | Alfa Romeo Giulia TZ       | 0:14:08,590 |
| 11              | SR/P 1.0 | 48  | Abarth                   | Leo Cella                | Fiat-Abarth 1000MC         | 0:14:19,050 |
| 12              | GT1.6    | 20  | Reinhold Joest           | Reinhold Joest           | Porsche 356B Carrera       | 0:14:34,020 |
| 13              | GT1.6    | 23  | Nord                     | Jean-Paul Humberset      | Lotus Elan                 | 0:14:39,110 |
| 14              | SR/P 1.6 | 53  | Biennoise                | Robert Huber             | Lotus 23B                  | 0:14:39,680 |
| 15              | SR/P 1.0 | 47  | Karl Foitek              | Werner Rüfenacht         | Fiat-Abarth 1000           | 0:14:46,820 |
| 16              | SR/P 2.0 | 63  | Anton Fischhaber         | Anton Fischhaber         | Lotus 23                   | 0:14:47,160 |
| 17              | SR/P 1.6 | 52  | Harry Zweifel            | Harry Zweifel            | Abarth 1300S               | 0:15:02,200 |
| 18              | GT 1.3   | 11  | Karl Foitek              | Roland Stierli           | Abarth-Simca 1300 Bialbero | 0:15:11,410 |
| 19              | GT 1.0   | 6   | Siegfried Spiess         | Siegfried Spiess         | Fiat-Abarth 1000           | 0:15:22,390 |
| 20              | GT 1.0   | 3   | Kurt Geiss               | Kurt Geiss               | Fiat-Abarth 1000           | 0:15:30,400 |
| 21              | GT 1.3   | 8   | Karl Federhofer          | Karl Federhofer          | Abarth-Simca 1300 Bialbero | 0:15:33,840 |
| 22              | SR/P 1.0 | 49  | Basilisk                 | Heini Buess              | Lotus 23                   | 0:15:38,070 |
| 23              | GT 1.3   | 10  | Gerhard Bodmer           | Gerhard Bodmer           | Glas 1300 GT               | 0:15:38,620 |
| 24              | GT 1.0   | 7   | Helmut Krause            | Helmut Krause            | Fiat-Abarth 1000           | 0:16:05,850 |
| 25              | GT 1.0   | 2   | Caposcarico              | Hans Affentranger        | Fiat-Abarth 1000           | 0:16:10,760 |
| 26              | GT 1.3   | 9   | Caposcarico              | Walter Egger             | René Bonnet Djet           | 0:16:19,570 |
| 27              | GT 1.3   | 17  | Herbert Klewin           | Herbert Klewin           | Alfa Romeo Giulietta       | 0:16:23,840 |
| 28              | SR/P 700 | 43  | Peter Hahn               | Peter Hahn               | Martini                    | 0:16:32,430 |
| 29              | SR/P 700 | 40  | SWM                      | Stefan Mannl             | SWM BMW 700                | 0:16:55,600 |
| 30              | SR/P 700 | 42  | Karl-Günther Bechem      | Karl-Günther Bechem      | BMW 700 Proto              | 0:17:32,970 |
| 31              | T + 2.0  | 145 | Adolf Koerber            | Adolf Koerber            | Mercedes-Benz 220 SE       | 0:07:55,010 |
| 32              | T 2.0    | 131 | Hubert Hohenlohe         | Hubert Hohenlohe         | BMW 1800                   | 0:08:01,670 |
| 33              | T 1.0    | 111 | Fixo-Flex                | Alfred Kling             | DKW Junior                 | 0:08:01,760 |
| 34              | T 1.0    | 108 | Peter Ruby               | Peter Ruby               | Auto Union 1000            | 0:08:07,650 |
| 35              | T 1.0    | 115 | Fritz Tröndlin           | Fritz Tröndlin           | DKW Junior                 | 0:08:10,600 |
| 36              | T + 2.0  | 147 | Roger Schweickert        | Roger Schweickert        | Jaguar 3.8 Mk.II           | 0:08:12,760 |
| 37              | T 1.3    | 120 | Heinrich Baumgartner     | Heinrich Baumgartner     | Glas 1204TS                | 0:08:18,680 |
| 38              | T 1.6    | 131 | Fritz Koenig             | Fritz Koenig             | Ford Taunus 12M            | 0:08:23,830 |
| 39              | T 2.0    | 100 | Günther Volle            | Günther Volle            | BMW 700S                   | 0:08:26,630 |
| 40              | T 2.0    | 135 | Heinz Schaefer           | Heinz Schaefer           | BMW 1800                   | 0:08:27,590 |
| 41              | T 1.0    | 114 | Michael Riedmüller       | Michael Riedmüller       | Fiat-Abarth 1000 Berlina   | 0:08:29,000 |
| 42              | T 2.0    | 138 | Bert Zeller              | Bert Zeller              | BMW 1800                   | 0:08:29,340 |
| 43              | T + 2.0  | 146 | Robert Pilz              | Robert Pilz              | Fiat 2300                  | 0:08:30,590 |
| 44              | T 1.3    | 123 | Egon Neininger           | Egon Neininger           | Glas 1204TS                | 0:08:36,820 |
| 45              | T 1.0    | 109 | Walter Haas              | Walter Haas              | Opel Kadett                | 0:08:40,000 |
| 46              | T 1.3    | 121 | Gerd Schallenmüller      | Gerd Schallenmüller      | Glas 1204TS                | 0:08:44,830 |
| 47              | T 1.6    | 130 | Klaus-Dieter Müller      | Klaus-Dieter Müller      | Alfa Romeo Giulia          | 0:08:48,700 |
| 48              | T 1.6    | 132 | Wolfram Spintzik         | Wolfram Spintzik         | Alfa Romeo Giulia          | 0:08:48,700 |
| 49              | T 2.0    | 139 | Manfred Schubert         | Manfred Schubert         | Ford Taunus 17M            | 0:08:52,750 |
| 50              | T 2.0    | 136 | Siegfried Stoerrle       | Siegfried Stoerrle       | BMW 1800                   | 0:08:52,750 |
| 51              | T + 2.0  | 148 | Willi Nessling           | Willi Nessling           | Mercedes-Benz 220 SE       | 0:08:53,190 |
| 52              | T 1.0    | 118 | Leopold von Bayern       | Leopold von Bayern       | Opel Kadett                | 0:09:09,760 |
| 53              | T 2.0    | 102 | Dietrich Scheubner       | Dietrich Scheubner       | Steyr-Puch 650TR           | 0:09:09,840 |
| 54              | T 2.0    | 101 | Henning Volle            | Henning Volle            | Steyr-Puch 650TR           | 0:09:13,600 |
| 55              | T 2.0    | 106 | Hans-Jürgen Schwarz      | Hans-Jürgen Schwarz      | Steyr-Puch 650TR           | 0:09:16,140 |
| 56              | T 1.3    | 122 | Arno Wenk                | Arno Wenk                | Glas 1204TS                | 0:09:25,040 |
| 57              | T 2.0    | 103 | Luca Mingolla            | Luca Mingolla            | NSU Prinz 4                | 0:09:34,400 |
| 58              | T 1.0    | 113 | Max Werner               | Max Werner               | Auto Union 1000            | 0:09:35,340 |
| 59              | T 1.3    | 124 | Gottfrid Dieterle        | Gottfrid Dieterle        | Glas 1204TS                | 0:10:06,490 |
| 60              | T 2.0    | 104 | Willi Martini            | Günter Rieger            | NSU Prinz 4                | 0:10:37,330 |
| Ausgefallen     |          |     |                          |                          |                            |             |
| 61              | SR/P 2.0 | 61  | Porsche System           | Herbert Müller           | Porsche 904/8 Bergspyder   |             |
| 62              | GT 1.3   | 12  | Gabriel Zuppa            | Gabriel Zuppa            | Abarth-Simca 1300 Bialbero |             |
| 63              | GT 1.3   | 15  | Berney Borel             | Denis Borel              | Abarth-Simca 1300 Bialbero |             |
| 64              | GT 1.3   | 16  | Georg Moritz             | Georg Moritz             | Alfa Romeo Giulietta       |             |
| 65              | GT 1.6   | 26  | Nick Ukmar               | Nick Ukmar               | Porsche 356B Carrera       |             |
| 66              | GT 1.6   | 27  | Gerhard von Hacke        | Gerhard von Hacke        | Porsche 356B               |             |
| 67              | GT 2.0   | 38  | Chris Lawrence           | Chris Lawrence           | Morgan Plus 4              |             |
| 68              | SR/P 700 | 41  | Karl Hurler              | Karl Hurler              | SWM BMW 700                |             |
| 69              | SR/P 2.0 | 57  | Sidney Charpilloz        | Sidney Charpilloz        | Elva Mk.VII                |             |
| 70              | T 2.0    | 105 | Christian Kubon          | Christian Kubon          | BMW 700S                   |             |
| 71              | T 1.0    | 112 | Gerhard Metz             | Gerhard Metz             | Fiat-Abarth 1000 Berlina   |             |
| 72              | T 1.0    | 117 | Eckhard Haffmann         | Eckhard Haffmann         | NSU Prinz                  |             |
| Nicht gestartet |          |     |                          |                          |                            |             |
| 73              | GT 1.0   | 1   | Karl Foitek              | Joe Kretschi             | Fiat-Abarth 1000           | 1           |
| 74              | GT 1.0   | 5   | Raymond Hibon            | Raymond Hibon            | Alpine A108                | 2           |
| 75              | GT 2.0   | 31  | Paul Pycroft de Ferranti | Paul Pycroft de Ferranti | Abarth-Simca 2000 GT       | 3           |
| 76              | SR/P 2.0 | 56  | ÖASC                     | Walter Schatz            | Lotus 23                   | 4           |
| 77              | SR/P 2.0 | 58  | Abarth                   | Hans Herrmann            | Abarth 2000OT              | 5           |

Kursive Fahrzeiten = nur einen Lauf absolviert
1nicht gestartet
2nicht gestartet
3nicht gestartet
4nicht gestartet
5nicht gestartet

### Nur in der Meldeliste
Hier finden sich Teams, Fahrer und Fahrzeuge die ursprünglich für das Rennen gemeldet waren, aber aus den unterschiedlichsten Gründen daran nicht teilnahmen.
| Pos. | Klasse   | Nr. | Team                         | Fahrer              | Chassis                  |
| ---- | -------- | --- | ---------------------------- | ------------------- | ------------------------ |
| 78   | GT 1.0   | 4   | Technique-Autos              | Jean Mazzanti       | Fiat-Abarth 1000         |
| 79   | GT 1.6   | 22  | ÖASC                         | Peter Peter         | Lotus Elan               |
| 80   | GT 1.6   | 25  | Francois Brelaz              | Francois Brelaz     | Lotus Elan               |
| 81   | GT 1.6   | 28  | Robert Pilz                  | Robert Pilz         | Porsche 356B             |
| 82   | GT 2.0   | 32  | Basilisk                     | Hans Kühnis         | Abarth-Simca 2000 GT     |
| 83   | GT 2.0   | 33  | Abarth                       | Klaus Steinmetz     | Abarth-Simca 2000 GT     |
| 84   | GT 2.0   | 37  | Art Swanson                  | Art Swanson         | Abarth-Simca 2000 GT     |
| 85   | SR/P 700 | 44  | Richard Lichtenberg          | Richard Lichtenberg | BMW 700 Proto            |
| 86   | SR/P 700 | 45  | Willi Martini                | Tilo Schadrack      | BMW 700 Proto            |
| 87   | SR/P 700 | 46  | San Remo                     | Antonio Laurent     | Vico                     |
| 88   | SR/P 1.0 | 50  | Berney Borel                 | Claude Ballot-Léna  | Abarth-Simca 1000        |
| 89   | SR/P 1.6 | 51  | Formel Rennsport Club Zürich | Dieter Spoerry      | Osca 1100S               |
| 90   | SR/P 2.0 | 62  | Porsche System               |                     | Porsche 904              |
| 91   | SR/P 2.0 | 63  | Anton Fischhaber             | Anton Fischhaber    | Porsche 904              |
| 92   | T 1.0    | 110 | Fixo-Flex                    | Klaus Günther       | NSU Prinz                |
| 93   | T 1.0    | 116 | Eugen Fauser                 | Eugen Fauser        | Fiat-Abarth 1000 Berlina |
| 94   | T 1.3    | 125 | Ernst Scharzmayer            | Ernst Scharzmayer   | Glas 1204TS              |

### Klassensieger
| Klasse   | Fahrer               | Fahrzeug             | Platzierung im Gesamtklassement |
| -------- | -------------------- | -------------------- | ------------------------------- |
| SR/P 2.0 | Ludovico Scarfiotti  | Ferrari Dino 206P    | Gesamtsieg                      |
| SR/P 1.6 | Robert Huber         | Lotus 23B            | Rang 14                         |
| SR/P 1.0 | Leo Cella            | Fiat-Abarth 1000MC   | Rang 11                         |
| SR/P 700 | Peter Hahn           | Martini              | Rang 28                         |
| GT 2.0   | Michel Weber         | Porsche 904 GTS      | Rang 4                          |
| GT 1.6   | Karl Foitek          | Lotus Elan           | Rang 9                          |
| GT 1.0   | Siegfried Spiess     | Fiat-Abarth 1000     | Rang 19                         |
| T + 2.0  | Adolf Koerber        | Mercedes-Benz 220 SE | Rang 31                         |
| T 2.0    | Günther Volle        | BMW 700S             | Rang 39                         |
| T 1.6    | Fritz Koenig         | Ford Taunus 12M      | Rang 38                         |
| T 1.3    | Heinrich Baumgartner | Glas 1204TS          | Rang 37                         |
| T 1.0    | Alfred Kling         | DKW Junior           | Rang 33                         |

### Renndaten
- Gemeldet: 94
- Gestartet: 72
- Gewertet: 60
- Rennklassen: 12
- Zuschauer: unbekannt
- Wetter am Renntag: warm und trocken
- Streckenlänge: 11,200 km
- Fahrzeit des Siegerteams: 0:12:33,910 Minuten
- Läufe des Siegerteams: 2
- Gesamtdistanz des Siegerteams: 22,400 km
- Siegerschnitt: 106,962 km/h
- Pole Position: keine
- Schnellster Rennlauf: Ludovico Scarfiotti – Ferrari Dino 206P (#64) – 6:14,950 = 107,534 km/h
- Rennserie: 15. Lauf zur Sportwagen-Weltmeisterschaft 1965